# Йо Гартнер
Йо Гартнер (на немски: Jo Gartner) е австрийски пилот от Формула 1, роден е на 24 януари 1954 г. в Виена, Австрия, загива на пистата Льо Ман във Франция на 1 юни 1986.

## Формула 1
Йо Гартнер дебютира във Формула 1 през 1984 г. в Голямата награда на Сан Марино, в световния шампионат на Формула 1 записва 8 участия като не успява да спечели точки. Състезава се само за отбора на Осела.